# لک‌داغ
لک‌داغ (به ترکی آذربایجانی: Ləkətağ) منطقه‌ای مسکونی در جمهوری آذربایجان است که در شهرستان جلفا واقع شده‌است. لک‌داغ ۴۳۶ نفر جمعیت دارد.